# Acestrocephalus
Acestrocephalus is een geslacht van straalvinnige vissen uit de familie van de karperzalmen (Characidae).

## Soorten
- Acestrocephalus acutus Menezes, 2006
- Acestrocephalus anomalus (Steindachner, 1880)
- Acestrocephalus boehlkei Menezes, 1977
- Acestrocephalus maculosus Menezes, 2006
- Acestrocephalus nigrifasciatus Menezes, 2006
- Acestrocephalus pallidus Menezes, 2006
- Acestrocephalus sardina (Fowler, 1913)
- Acestrocephalus stigmatus Menezes, 2006